# Campeonato Europeu de Halterofilismo
O Campeonato Europeu de Halterofilismo é uma competição anual, geralmente realizada em abril. A primeira edição ocorreu em 1896, na cidade de Rotterdam, na Holanda. A Federação Europeia de Halterofilismo, assim como a Federação Internacional de Halterofilismo (FIH), reconheceu oficialmente os campeonatos europeus realizados antes de 1921, com base nas investigações conduzidas pela comissão histórica da FIH.
Até 1969, o evento era organizado pela FIH. No entanto, com a fundação da Federação Europeia de Halterofilismo nesse mesmo ano, a responsabilidade pela organização passou para a nova entidade. Em 1988, foi introduzida a competição feminina, embora, até 1997, ela ocorresse em sedes separadas das disputas masculinas.

## Edições
Lista dos campeonatos:
| No. H                                                                                             | No. M | Edição    | País-sede          | Cidade       | Eventos |
| ------------------------------------------------------------------------------------------------- | ----- | --------- | ------------------ | ------------ | ------- |
| 1                                                                                                 |       | 1896      | Países Baixos      | Rotterdam    |         |
| 2                                                                                                 |       | 1897      | Áustria            | Viena        |         |
| 3                                                                                                 |       | 1898      | Países Baixos      | Amsterdam    |         |
| 4                                                                                                 |       | 1900      | Países Baixos      | Rotterdam    |         |
| 5                                                                                                 |       | 1901      | Países Baixos      | Rotterdam    |         |
| 6                                                                                                 |       | 1903      | Países Baixos      | Haia         |         |
| 7                                                                                                 |       | 1904      | Países Baixos      | Amsterdam    |         |
| 8                                                                                                 |       | 1905      | Países Baixos      | Amsterdam    |         |
| 9                                                                                                 |       | 1906      | Países Baixos      | Haia         |         |
| 10                                                                                                |       | 1907 (I)  | Dinamarca          | Copenhagen   |         |
| 11                                                                                                |       | 1907 (II) | Áustria            | Viena        |         |
| 12                                                                                                |       | 1909 (I)  | Suécia             | Malmö        |         |
| 13                                                                                                |       | 1909 (II) | Alemanha           | Dresden      |         |
| 14                                                                                                |       | 1911 (I)  | Hungria            | Budapeste    |         |
| 15                                                                                                |       | 1911 (I)  | Alemanha           | Leipzig      |         |
| 16                                                                                                |       | 1912      | Áustria            | Viena        |         |
| 17                                                                                                |       | 1913      | Áustria            | Brno         |         |
| 18                                                                                                |       | 1914      | Áustria            | Viena        | 15      |
| 19                                                                                                |       | 1921      | Alemanha           | Offenbach    | 15      |
| 20                                                                                                |       | 1924      | Alemanha           | Neunkirchen  | 21      |
| 21                                                                                                |       | 1929      | Áustria            | Viena        | 15      |
| 22                                                                                                |       | 1930      | Alemanha           | Munique      | 15      |
| 23                                                                                                |       | 1931      | Luxemburgo         | Luxemburgo   | 15      |
| 24                                                                                                |       | 1933      | Alemanha           | Essen        | 15      |
| 25                                                                                                |       | 1934      | Itália             | Genova       | 15      |
| 26                                                                                                |       | 1935      | França             | Paris        | 15      |
| 27                                                                                                |       | 1947      | Finlândia          | Helsinki     | 18      |
| 28                                                                                                |       | 1948      | Reino Unido        | Londres      | 18      |
| 29                                                                                                |       | 1949      | Países Baixos      | Scheveningen | 16      |
| 30                                                                                                |       | 1950      | França             | Paris        | 18      |
| 31                                                                                                |       | 1951      | Itália             | Milão        | 21      |
| 32                                                                                                |       | 1952      | Finlândia          | Helsinki     | 21      |
| 33                                                                                                |       | 1953      | Suécia             | Estocolmo    | 21      |
| 34                                                                                                |       | 1954      | Áustria            | Viena        | 21      |
| 35                                                                                                |       | 1955      | Alemanha Ocidental | Munique      | 21      |
| 36                                                                                                |       | 1956      | Finlândia          | Helsinki     | 21      |
| 37                                                                                                |       | 1957      | Polónia            | Katowice     | 21      |
| 38                                                                                                |       | 1958      | Suécia             | Estocolmo    | 21      |
| 39                                                                                                |       | 1959      | Polónia            | Varsóvia     | 21      |
| 40                                                                                                |       | 1960      | Itália             | Milão        | 21      |
| 41                                                                                                |       | 1961      | Áustria            | Viena        | 21      |
| 42                                                                                                |       | 1962      | Hungria            | Budapeste    | 21      |
| 43                                                                                                |       | 1963      | Suécia             | Estocolmo    | 21      |
| 44                                                                                                |       | 1964      | União Soviética    | Moscou       | 21      |
| 45                                                                                                |       | 1965      | Bulgária           | Sófia        | 21      |
| 46                                                                                                |       | 1966      | Alemanha Oriental  | Berlim       | 21      |
| A edição de 1967 foi planejada primeiro na Itália, depois na Grã-Bretanha, mas ambas se retraíram |       |           |                    |              |         |
| 47                                                                                                |       | 1968      | União Soviética    | Leningrado   | 21      |
| 48                                                                                                |       | 1969      | Polónia            | Varsóvia     | 27      |
| 49                                                                                                |       | 1970      | Hungria            | Szombathely  | 27      |
| 50                                                                                                |       | 1971      | Bulgária           | Sófia        | 27      |
| 51                                                                                                |       | 1972      | Roménia            | Constanţa    | 27      |
| 52                                                                                                |       | 1973      | Espanha            | Madrid       | 27      |
| 53                                                                                                |       | 1974      | Itália             | Verona       | 27      |
| 54                                                                                                |       | 1975      | União Soviética    | Moscou       | 27      |
| 55                                                                                                |       | 1976      | Alemanha Oriental  | Berlim       | 27      |
| 56                                                                                                |       | 1977      | Alemanha Ocidental | Stuttgart    | 30      |
| 57                                                                                                |       | 1978      | Tchecoslováquia    | Havířov      | 30      |
| 58                                                                                                |       | 1979      | Bulgária           | Varna        | 30      |

| No. H | No. M | Edição | País-sede         | Cidade                 | Eventos |
| ----- | ----- | ------ | ----------------- | ---------------------- | ------- |
| 59    |       | 1980   | Iugoslávia        | Belgrado               | 30      |
| 60    |       | 1981   | França            | Lille                  | 30      |
| 61    |       | 1982   | Iugoslávia        | Liubliana              | 30      |
| 62    |       | 1983   | União Soviética   | Moscou                 | 30      |
| 63    |       | 1984   | Espanha           | Vitoria                | 30      |
| 64    |       | 1985   | Polónia           | Katowice               | 30      |
| 65    |       | 1986   | Alemanha Oriental | Karl-Marx-Stadt        | 30      |
| 66    |       | 1987   | França            | Reims                  | 30      |
| 67    |       | 1988   | Reino Unido       | Cardiff                | 30      |
| –     | 1     | 1988   | San Marino        | San Marino             | 27      |
| 68    |       | 1989   | Grécia            | Atenas                 | 30      |
| –     | 2     | 1989   | Reino Unido       | Manchester             | 27      |
| 69    |       | 1990   | Dinamarca         | Ålborg                 | 30      |
| –     | 3     | 1990   | Espanha           | Santa Cruz de Tenerife | 27      |
| 70    |       | 1991   | Polónia           | Władysławowo           | 30      |
| –     | 4     | 1991   | Bulgária          | Varna                  | 27      |
| 71    |       | 1992   | Hungria           | Szekszárd              | 30      |
| –     | 5     | 1992   | Portugal          | Loures                 | 27      |
| 72    |       | 1993   | Bulgária          | Sófia                  | 30      |
| –     | 6     | 1993   | Espanha           | Valencia               | 27      |
| 73    |       | 1994   | Chéquia           | Sokolov                | 30      |
| –     | 7     | 1994   | Itália            | Roma                   | 27      |
| 74    |       | 1995   | Polónia           | Varsóvia               | 30      |
| –     | 8     | 1995   | Israel            | Bersebá                | 27      |
| 75    |       | 1996   | Noruega           | Stavanger              | 30      |
| –     | 9     | 1996   | Chéquia           | Praga                  | 27      |
| 76    |       | 1997   | Croácia           | Rijeka                 | 30      |
| –     | 10    | 1997   | Espanha           | Sevilla                | 27      |
| 77    | 11    | 1998   | Alemanha          | Riesa                  | 45      |
| 78    | 12    | 1999   | Espanha           | A Coruña               | 45      |
| 79    | 13    | 2000   | Bulgária          | Sófia                  | 45      |
| 80    | 14    | 2001   | Eslováquia        | Trenčín                | 45      |
| 81    | 15    | 2002   | Turquia           | Antália                | 45      |
| 82    | 16    | 2003   | Grécia            | Loutraki               | 45      |
| 83    | 17    | 2004   | Ucrânia           | Kiev                   | 45      |
| 84    | 18    | 2005   | Bulgária          | Sófia                  | 45      |
| 85    | 19    | 2006   | Polónia           | Władysławowo           | 45      |
| 86    | 20    | 2007   | França            | Strasbourg             | 45      |
| 87    | 21    | 2008   | Itália            | Lignano Sabbiadoro     | 45      |
| 88    | 22    | 2009   | Roménia           | Bucareste              | 45      |
| 89    | 23    | 2010   | Bielorrússia      | Minsk                  | 45      |
| 90    | 24    | 2011   | Rússia            | Cazã                   | 45      |
| 91    | 25    | 2012   | Turquia           | Antália                | 45      |
| 92    | 26    | 2013   | Albânia           | Tirana                 | 45      |
| 93    | 27    | 2014   | Israel            | Tel Aviv               | 45      |
| 94    | 28    | 2015   | Geórgia           | Tbilisi                | 45      |
| 95    | 29    | 2016   | Noruega           | Førde                  | 45      |
| 96    | 30    | 2017   | Croácia           | Split                  | 48      |
| 97    | 31    | 2018   | Roménia           | Bucareste              | 48      |
| 98    | 32    | 2019   | Geórgia           | Batumi                 | 60      |
| 99    | 33    | 20211  | Rússia            | Moscou                 | 60      |
| 100   | 34    | 20222  | Albânia           | Tirana                 | 60      |
| 101   | 35    | 2023   | Arménia           | Ierevã                 | 60      |
| 102   | 36    | 2024   | Bulgária          | Sófia                  | 60      |
| 103   | 37    | 2025   | Moldávia          | Quixinau               | 60      |

O número de eventos corresponde a quantidade de medalhas no total combinado

    — realizado em conjunto com o Campeonato Mundial

    — Campeonato Europeu, realizado nos Jogos Olímpicos de Verão
↑ Este evento, originalmente previsto para ocorrer de 2 a 12 de abril de 2020, foi adiado para 13 a 21 de junho de 2020, depois para 31 de outubro a 8 de novembro de 2020 e, finalmente, para 2021 devido à pandemia de COVID-19.
↑ A EWF comemorou esta edição como sendo a centésima do campeonato europeu. Contudo, essa contagem não é consensual. A EWF passou a incluir as competições de levantamento de peso nos Jogos Olímpicos de 1948 e 1952 na lista dos campeonatos europeus. No entanto, as competições de levantamento de peso nesses Jogos Olímpicos não eram oficialmente reconhecidas como campeonato mundial ou campeonato europeu na época.

## Quadro geral de medalhas
Aqui são listadas apenas as medalhas no total combinado de 1914 até 2024.
Quadro de medalhas no total combinado
| Pos.                | País                | Ouro | Prata | Bronze | Total |
| ------------------- | ------------------- | ---- | ----- | ------ | ----- |
| 1                   | União Soviética     | 202  | 89    | 34     | 325   |
| 2                   | Bulgária            | 185  | 142   | 101    | 428   |
| 3                   | Rússia              | 90   | 86    | 51     | 227   |
| 4                   | Turquia             | 73   | 48    | 58     | 179   |
| 5                   | Polónia             | 50   | 78    | 99     | 227   |
| 6                   | Ucrânia             | 43   | 42    | 38     | 123   |
| 7                   | Arménia             | 40   | 43    | 39     | 122   |
| 8                   | França              | 35   | 53    | 46     | 134   |
| 9                   | Roménia             | 35   | 46    | 46     | 127   |
| 10                  | Alemanha            | 34   | 53    | 39     | 126   |
| 11                  | Hungria             | 30   | 61    | 64     | 155   |
| 12                  | Bielorrússia        | 25   | 19    | 29     | 73    |
| 13                  | Itália              | 21   | 37    | 35     | 93    |
| 14                  | Grã-Bretanha        | 20   | 23    | 22     | 65    |
| 15                  | Geórgia             | 18   | 29    | 12     | 59    |
| 16                  | Grécia              | 18   | 24    | 27     | 69    |
| 17                  | Áustria             | 13   | 16    | 31     | 60    |
| 18                  | Letónia             | 13   | 5     | 11     | 29    |
| 19                  | Espanha             | 11   | 27    | 34     | 72    |
| 20                  | Albânia             | 9    | 13    | 12     | 34    |
| 21                  | Alemanha Oriental   | 7    | 24    | 52     | 83    |
| 22                  | Moldávia            | 7    | 11    | 21     | 39    |
| 23                  | Azerbaijão          | 7    | 4     | 7      | 18    |
| 24                  | Finlândia           | 6    | 14    | 25     | 45    |
| 25                  | Suécia              | 6    | 9     | 15     | 30    |
| 26                  | Equipa Unificada    | 6    | 3     | 3      | 12    |
| 27                  | Alemanha Ocidental  | 4    | 8     | 8      | 20    |
| 28                  | Dinamarca           | 4    | 4     | 1      | 9     |
| 29                  | Noruega             | 4    | 3     | 3      | 10    |
| 30                  | Egito               | 4    | 0     | 2      | 6     |
| 31                  | Bélgica             | 3    | 4     | 9      | 16    |
| 32                  | Tchecoslováquia     | 2    | 15    | 32     | 49    |
| 33                  | Croácia             | 2    | 1     | 1      | 4     |
| 34                  | Países Baixos       | 2    | 0     | 0      | 2     |
| 35                  | Lituânia            | 1    | 4     | 4      | 9     |
| 36                  | Portugal            | 1    | 3     | 2      | 6     |
| 37                  | Eslováquia          | 1    | 2     | 4      | 7     |
| 38                  | Chéquia             | 1    | 2     | 2      | 5     |
| 39                  | Luxemburgo          | 1    | 1     | 0      | 2     |
| 40                  | Suíça               | 1    | 0     | 5      | 6     |
| 41                  | Israel              | 0    | 2     | 3      | 5     |
| 42                  | Chipre              | 0    | 1     | 2      | 3     |
| 43                  | Estónia             | 0    | 1     | 1      | 2     |
| 44                  | Sérvia              | 0    | 0     | 2      | 2     |
| 45                  | Irlanda             | 0    | 0     | 1      | 1     |
| Total (45 entradas) | Total (45 entradas) | 1035 | 1050  | 1033   | 3118  |